# Bernard de Nogaret de La Valette
Bernard de Nogaret de La Valette (Angoulême, 1592 - Parijs, 25 juli 1661) was hertog van Épernon en graaf van Kendal in Engeland.

## Biografie
Bernard de Nogaret de La Valette werd geboren als de oudste zoon van Jean Louis de Nogaret de La Valette en Margarita van Foix-Candale. Net zoals zijn vader ging hij het leger in. Zo was hij actief tijdens de Spaanse-Franse Oorlog. Na een ruzie met kardinaal de Richelieu vluchtte Nogaret de La Valette naar Engeland waar hij werd geridderd in de Orde van de Kousenband.
Karel I van Engeland gaf twee grote diamanten, de Sancy en de Spiegel van Portugal, tijdens de Engelse Burgeroorlog in onderpand aan zijn Franse vertrouweling Bernard de Nogaret de La Valette. Omdat de koning en zijn verbannen zoon de lening niet konden terugbetalen werden de juwelen eigendom van Bernard de Nogaret de La Valette. Die verkocht de steen, samen met de Sancy, aan Kardinaal Mazarin.
Tijdens zijn verblijf nam hij ook de titel graaf van Kendal aan, een titel die titulair in de handen was van de familie van zijn moeder. Toen zijn vader in 1642 stierf, werd Bernard de Nogaret de nieuwe hertog van Épernon. Na de dood van koning Lodewijk XIII keerde hij terug naar Frankrijk. De aanklacht die tegen hem was ingesteld door Richelieu, werd ingetrokken door het Parlement van Parijs. Hij werd achtereenvolgens gouverneur van Guyenne en Bourgondië. Bernard de Nogaret de La Valette stierf in 1661 in Parijs.

## Huwelijk en kinderen
In 1622 trad Bernard de Nogaret de La Valette in het huwelijk met Gabriella-Angelique de Verneuil, een onwettige dochter van koning Hendrik IV van Frankrijk. Het paar kreeg één kind:
- Louis-Charles Gaston (1627-1658), 8e graaf van Kendal